# ملكة جمال الكون 1969
ملكة جمال الكون 1969 هي مسابقة ملكة جمال الكون الثامنة عشر في تاريخ مسابقة ملكة جمال الكون منذ انطلاقتها عام 1952، عقدت المسابقة في 19 يوليو 1969 في قاعة ميامي بيتش في ميامي بيتش، فلوريدا، الولايات المتحدة. في نهاية الحدث توجت غلوريا دياز من الفلبين من قبل مكلة جمال الكون السابقة مارثا فاسكونسيلوس من البرازيل. أصبحت غلوريا دياز أول فلبيني وآسيوي ثالث يفوز بالمسابقة بفوزه على 60 متسابقة آخرين من جميع أنحاء العالم.

## النتائج

### المراكز النهائية
| النتائج النهائية     | المتنافسة |
| -------------------- | --- |
| ملكة جمال الكون 1969 | - الفلبين - غلوريا دياز |
| الوصيفة الأولى       | - فنلندا - هارييت اريكسون |
| الوصيفة الثانية      | - أستراليا - جوان باريت |
| الوصيفة الثالثة      | - إسرائيل - تشافا ليفي |
| الوصيفة الرابعة      | - اليابان - كيكويو أوسوكا |
| أفضل 15              | - النمسا - إيفا روبر ستاير - البرازيل - فيرا فيشر - تشيلي - مونيكا لارسون - كولومبيا - مارغريتا رييس - النرويج - باتريشيا ووكر - بيرو - ماريا جوليا مانتيلا ماير - السويد - بريجيتا ليندلوف - سويسرا - باتريس سولنر - الولايات المتحدة - ويندي داسكومب - يوغوسلافيا - ناتاشا كوسير |

### جوائز خاصة
| جوائز خاصة         | المتنافسة                   |
| ------------------ | --------------------------- |
| أفضل زي وطني       | - تايلاند - سانغوين مانونغ  |
| ملكة جمال الجاذبية | - نيوزيلندا - كارول روبنسون |
| ملكة جمال اللطافة  | - تونس - زهرة بوفادن        |

## المتسابقات
- الأرجنتين - ليديا إستر بيبي
- أروبا - جانيت جيرمان
- استراليا - جوان باريت
- النمسا - إيفا روبر ستاير
- باهاماس - جوان بو
- بلجيكا - دانييل رويلز
- برمودا - ماكسين س. بين
- بوليفيا - لوز ماريا روخاس
- بونير - جوليا نيكولاس
- البرازيل - فيرا فيشر
- كندا - جاكوي بيرين
- سيلان - مارلين بيفرلي سينيفيراتني
- تشيلي - مونيكا لارسون
- كولومبيا - مارغريتا رييس
- كونغو - جان موكومو
- كوستاريكا - كلارا فريدا أنتيلون
- كوراساو - إيفون وارديكر
- الدنمارك - جان بيرفلدت
- جمهورية الدومنيكان - روكايو غارسيا بايز
- الإكوادور - روزانا استرادا
- انجلترا - ميرا فان هيك
- فنلندا - هارييت اريكسون
- فرنسا - أجاث كونيت
- ألمانيا - جيسين فروز
- اليونان - إيرين ديامانتوجلو
- غوام - أنيتا جونستون
- هولندا - فولمند هولنبرخ
- هندوراس - فيينا باريديس
- هونغ كونغ - كريستين تام مي مي
- أيسلندا - ماريا بالدورسدوتير
- الهند - كافيتا بامباني
- أيرلندا - باتريشيا بيرن
- إسرائيل - تشافا ليفي
- إيطاليا - ديانا كوكوريز
- جامايكا - كارول جيرو
- اليابان - كيكويو أوسوكا
- كوريا الجنوبية - ليم هيون جونغ
- لوكسمبورغ - ماري أنطوانيت برتينيللي
- ماليزيا - روزماري وان تشاو موي
- مالطا - ناتالي كوينتانا
- المكسيك - غلوريا هيرنانديز
- نيوزيلندا - كارول روبنسون
- نيكاراغوا - ثريا هيريرا تشافيز
- النرويج - باتريشيا ووكر
- بيرو - ماريا جوليا مانتيلا ماير
- الفلبين - غلوريا دياز
- بورتوريكو - عايدة بيتانكور
- اسكتلندا - شينا دروموند
- سنغافورة - مافيس يونغ سيو كيم
- إسبانيا - ماريا أمبارو رودريغو لورينزو
- سورينام - غريتا ناتسير
- السويد - بريجيتا ليندلوف
- سويسرا - باتريس سولنر
- تايلند - سانغوين مانونغ
- تونس - زهرة بوفادن
- تركيا - أزرا بلكان
- أوروغواي - جوليا مولر
- الولايات المتحدة - ويندي داسكومب
- فنزويلا - ماريا خوسيه يلليسي
- ويلز - شيرلي جونز
- يوغوسلافيا - ناتاشا كوسير

## الروابط الخارجية
- موقع ملكة جمال الكون الرسمي